# Hydrogenics Fuel Cell Midibus
Der Hydrogenics Fuel Cell Midibus ist ein Brennstoffzellenbus, der seit 2005 in Kleinserie im öffentlichen Versuchseinsatz erprobt wird.
Die Kanadische Firma Hydrogenics entwickelt Brennstoffzellen für den stationären Betrieb und den Transportsektor. Einige Fahrzeuge wurden von Hydrogenics direkt aufgebaut, und weitere Fahrzeuge wurden weltweit durch unterschiedliche Systemintegratoren mit diesen ausgestattet. Die deutsche Niederlassung entwickelt für das Land Nordrhein-Westfalen und das EU-Förderprojekt HyChain mehrere kleine Brennstoffzellenbusse.
Diese Busse basieren auf dem Batteriebus Gulliver U520ESP der italienischen Firma Tecnobus. Hydrogenics ersetzte die serienmäßigen Batterien durch kleinere und erstellte einen Dachaufbau, in dem zwei Wasserstofftanks mit je 200 Liter Fassungsvermögen bei 200 bar Druck und die Brennstoffzelle vom Typ HyPM 10 mit 14 kW Brutto- und 10 kW Nettoleistung eingebaut wurden. Angetrieben werden die Busse durch einen 24,8 kW leistenden Gleichstrommotor. 2005 wurde der erste Brennstoffzellen-Midibus auf der Hannover-Messe vorgestellt. Ende 2005 erhielt er vom TÜV die Straßenzulassung, und 2006 war dieser Bus auf der Hannover-Messe im Linieneinsatz als Shuttlebus zwischen den Messehallen.
Ebenfalls 2006 wurden in Düsseldorf jeweils ein Brennstoffzellen-Midibus an die Rheinbahn und den Sonderfahrdienst Ohlmann übergeben. Diese Fahrzeuge entsprechen bis auf die Lackierung dem ersten Bus und werden hauptsächlich auf der Messe Düsseldorf eingesetzt. Zur Hannover-Messe 2008 war der Rheinbahn-Bus als Shuttle zwischen den Hallen eingesetzt.

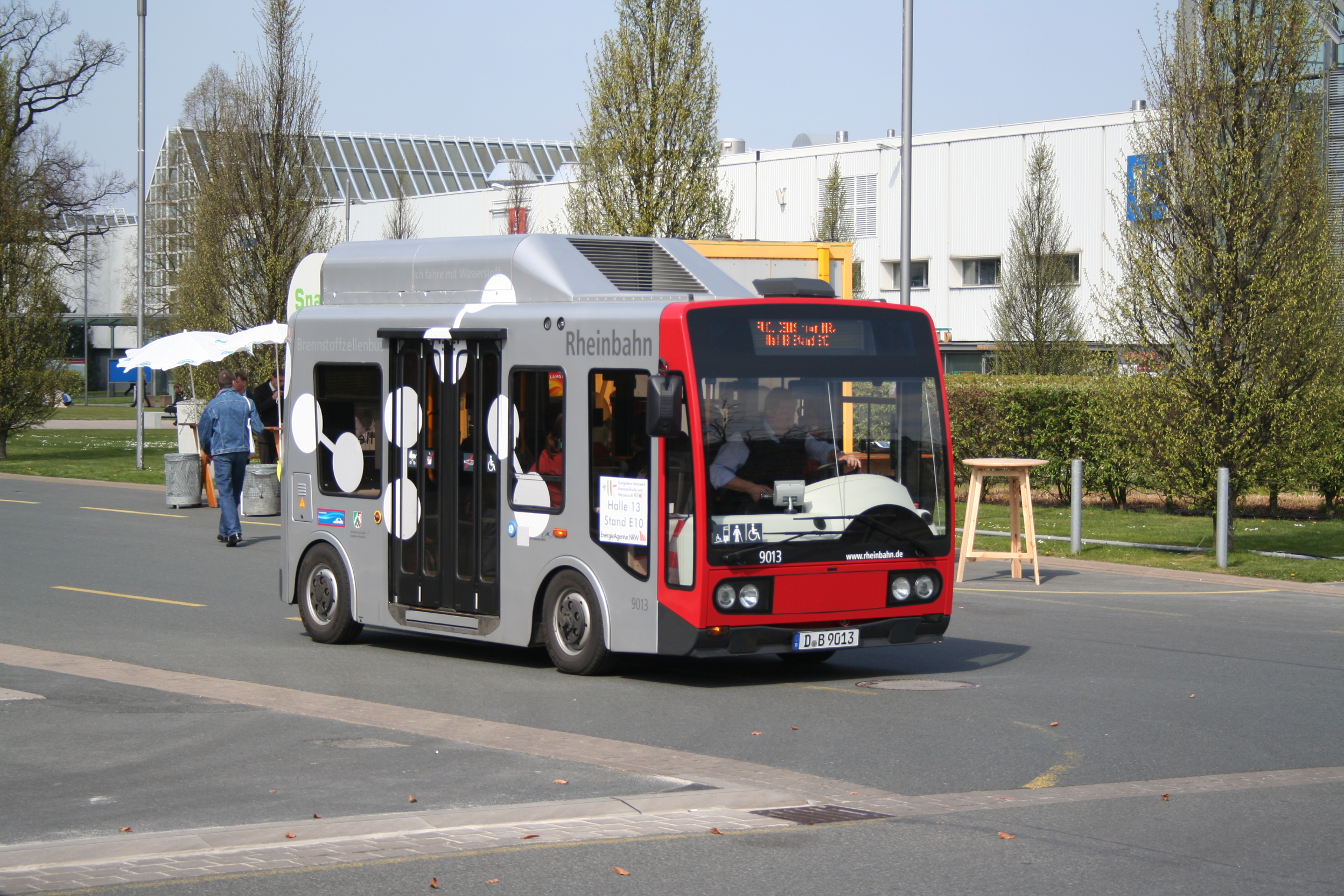
Der Rheinbahn-Bus auf der Hannover Messe 2008

Ende 2007 hat die Region Lazio um Rom einen Bus erhalten, der aber erst Ende 2008 zur Ausstellung H2Roma öffentlich präsentiert wurde.
Auf der Expo 2008 in Saragossa waren drei Hydrogenics-Midibusse im Einsatz. Diese haben ein Wassertropfenmuster passend zu dem Thema der Expo, „Wasser“, und wurden vom Projekt HyChain gefördert.
Ende April 2009 wurden zwei weitere Busse an die Vestischen Straßenbahnen geliefert und dort unter den Wagennummern 2398 und 2399 eingereiht. Auch diese Busse wurden im Rahmen von HyChain gefördert.
Zurzeit baut Hydrogenics außerdem noch einen weiteren Bus für die spanische Stadt Soria auf.